# Оса саксонская

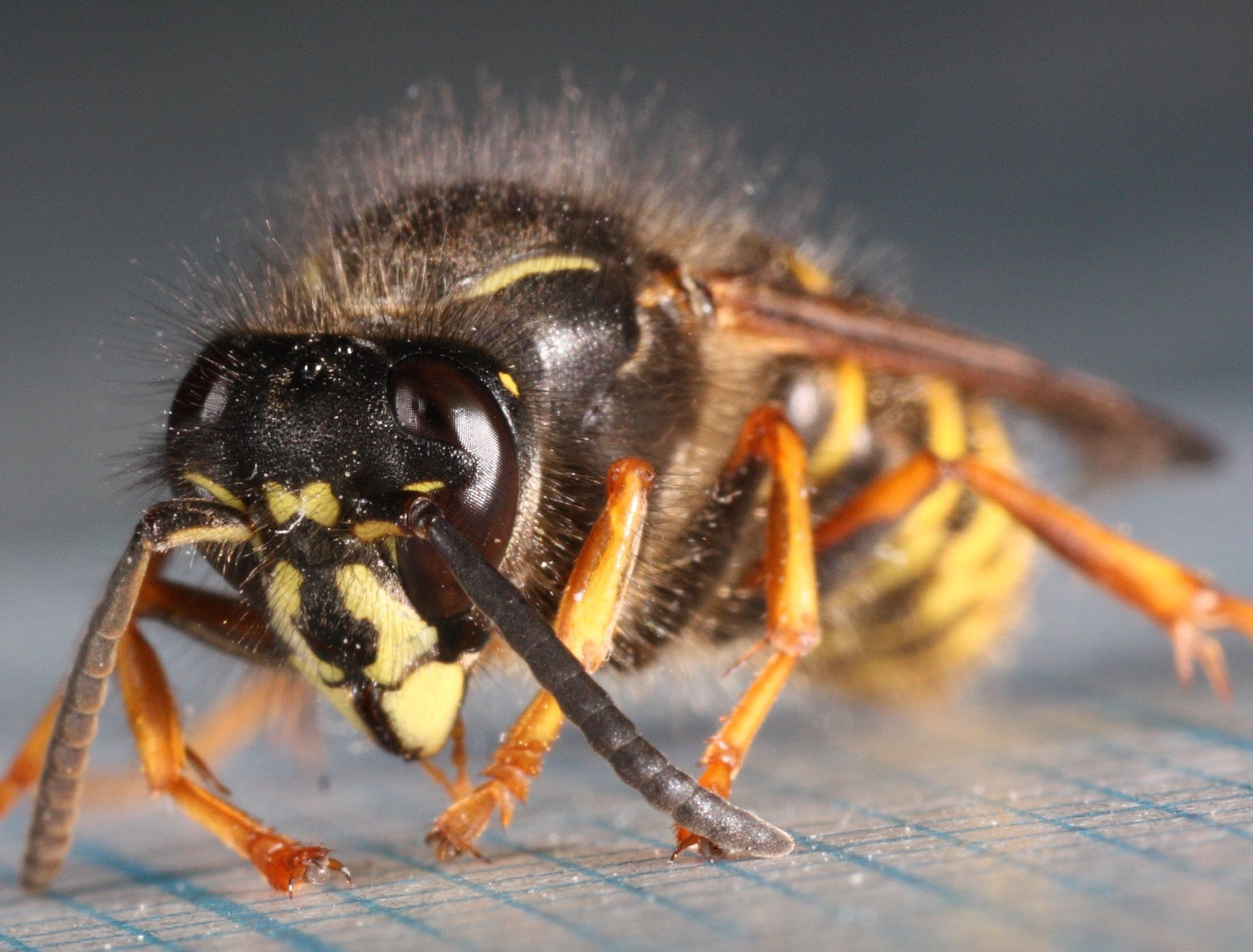
Dolichovespula saxonica

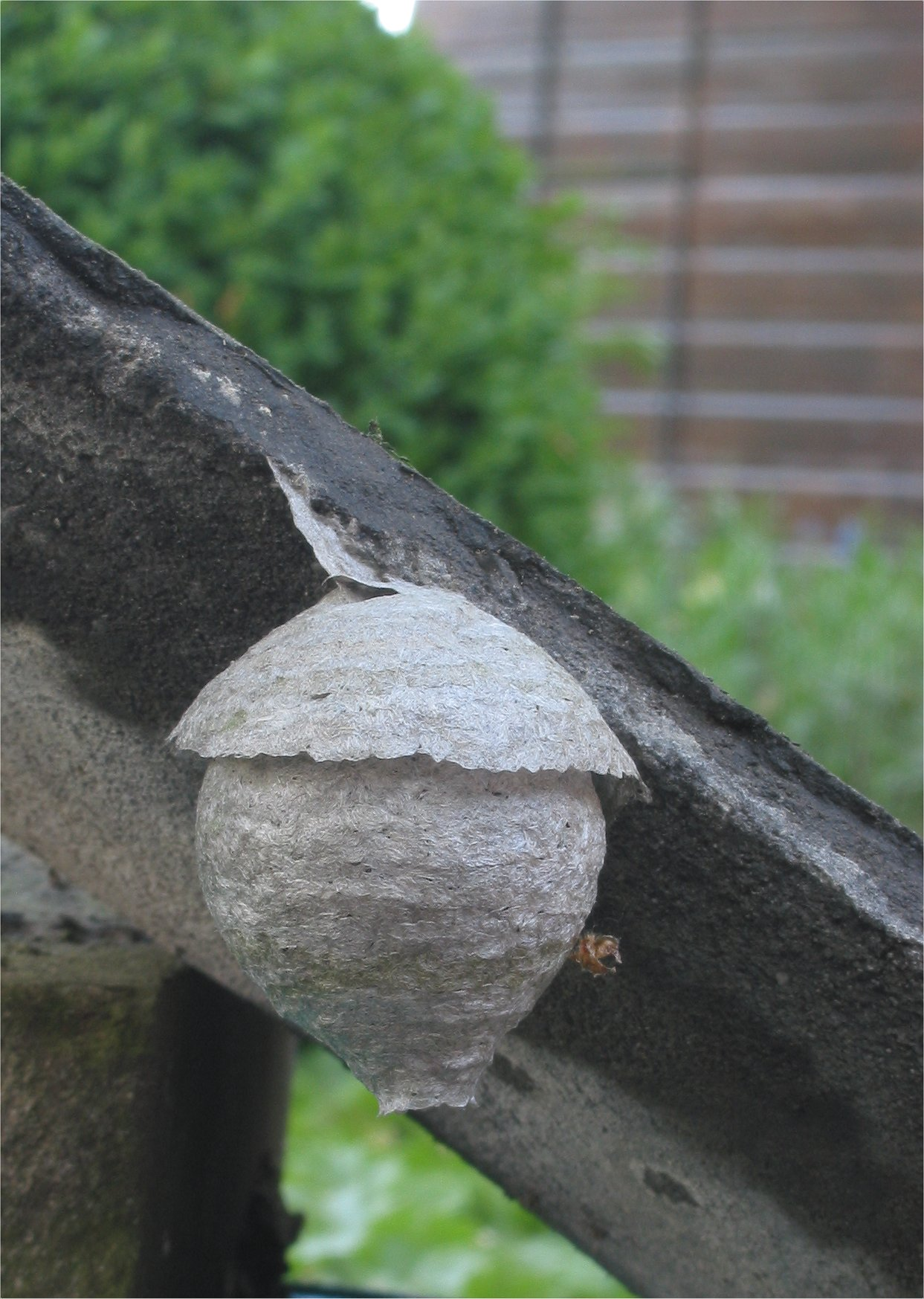
Dolichovespula saxonica

Оса саксонская (лат. Dolichovespula saxonica) — вид семейства настоящих ос широко распространённый в Европе и Северной Азии.

## Распространение
Палеарктика.

## Описание
Матки достигают длины от 15 до 18 мм, рабочие — от 11 до 14 мм, самцы — от 13 до 15 мм. Общественные осы, строящие «бумажные» надземные гнезда.

## Систематика
Выделяют несколько подвидов на Дальнем Востоке:
- Dolichovespula saxonica (Fabricius, 1793)
  - D. s. nigrescens Eck, 1983
  - D. s. kamtschatkensis Eck, 1983
  - D. s. nipponica Sk.Yamane, 1975